# Warham
Warham är en ort och civil parish i Storbritannien.   Den ligger i grevskapet Norfolk och riksdelen England, i den sydöstra delen av landet, 170 km norr om huvudstaden London. Warham ligger 12 meter över havet och antalet invånare är 193.
Terrängen runt Warham är platt. Havet är nära Warham åt nordost. Runt Warham är det ganska tätbefolkat, med 104 invånare per kvadratkilometer. Närmaste större samhälle är Fakenham, 12,4 km söder om Warham. Trakten runt Warham består till största delen av jordbruksmark.